# Clan Sakuma

Le mon du clan.

Le clan Sakuma (佐久間氏) est un clan japonais né pendant la période Sengoku. Le clan Sakuma descend du clan Miura de la province de Sagami. Le clan Sakuma résidait dans la province d'Owari, au château de Yamazaki. Le clan Sakuma servait Oda Nobunaga.
Leur mon (blason) est nommé « Maru-no-uchi-ni-mitsuhikiryo » et est constitué par trois barres dans un cercle.